# Carmela Silva
María del Carmen "Carmela" Silva Rego (Vigo, 26 de noviembre de 1960) es una política, profesora y abogada española, actual presidenta del Partido Socialista de Galicia. Fue portavoz del PSOE en el Senado de 2008 a 2011, donde era senadora por Pontevedra. De 2015 a 2023, también ha sido presidenta de la Diputación de Pontevedra, y desde 2011 es concejala en Vigo. Actualmente es, además, senadora por Pontevedra.
Su hijo Iago Falque,futbolista, juega en el equipo La Liga Deportiva Alajualense de Costa Rica.

## Biografía
Nació en el barrio vigués de O Calvario en el seno de una familia humilde. Licenciada en Derecho y profesora de educación especial, fue diputada al congreso por la Pontevedra en la VII legislatura. Después ocupó un puesto como asesora de la Ministra de Agricultura, Elena Espinosa, para ser posteriormente nombrada concejala no electa en el Ayuntamiento de Vigo, con el alcalde socialista Abel Caballero, ocupando la dirección de urbanismo.
En las elecciones generales de 2008 fue candidata al Senado por el PSOE en la circunscripción de Pontevedra, siendo elegida y nombrada por dicho partido como portavoz en la cámara alta, sustituyendo en el cargo a Joan Lerma y convirtiéndose en la primera mujer portavoz socialista en el Senado.
En 2011 lideró la lista socialista de Pontevedra en las elecciones legislativas y fue elegida diputada.
En febrero de 2012 formó parte de la ejecutiva del PSOE liderada por Alfredo Pérez Rubalcaba en la que asumió la Secretaría de Inmigración. En 2014 fue reelegida miembro del Comité Federal del PSOE presidido por Pedro Sánchez.
El 17 de julio de 2015 fue investida Presidenta de la Diputación de Pontevedra con los 10 votos del PSOE y 4 de BNG. Silva sustituye a Rafael Louzán, del PP, que ha estado 12 años en el cargo. Silva ha anunciado que abandonará su acta de diputada antes del pleno de finales de agosto para dedicarse en exclusiva a Pontevedra. Tras las elecciones municipales de 2019, Carmela Silva, inicia su segundo mandato al frente de la Diputación de Pontevedra el 3 de julio. 
Su gestión al frente de la Diputación de Pontevedra tiene en la defensa y la promoción de las mujeres uno de sus ejes estratégicos. Bajo su mandato se creó por primera vez el área de Igualdad, que trabaja de modo transversal a los demás departamentos del Gobierno provincial, y se ha puesto en marcha la Escuela de Igualdad María Vinyals Archivado el 21 de octubre de 2020 en Wayback Machine., primera de Galicia en su ámbito. Además, ha promovido el programa "Violencia zero", de lucha contra las violencias machistas a través de acciones artísticas, y ha llevado a cabo proyectos de visibilización de las mujeres en el sector del mar, agrario, cultural y empresarial. 
La Diputación de Pontevedra cuenta también con un Plan de Igualdad de Oportunidades entre Mujeres y Hombres, en vigor desde enero de 2018, y financia la cátedra Feminismo 4.0 de la Universidad de Vigo, pionera en España. En el ámbito educativo Carmela Silva es una firme defensora de la mayor presencia de mujeres en las carreras STEM (Ciencia, Tecnología, Ingeniería y Matemáticas) y en el familiar ha puesto en marcha campañas de juegos no sexistas con relevancia nacional.
La presidenta de la Diputación de Pontevedra tiene como máxima fundamental promover que las mujeres ocupen espacios de poder. Su equipo directivo lo conforman mayoritariamente mujeres. En el Ayuntamiento de Vigo nombró a dos mujeres al frente de la Gerencia de Urbanismo, las primeras en la historia de la ciudad, y su personal de confianza en la Diputación Provincial está compuesto en su inmensa mayoría por mujeres.
Silva defiende que las mujeres deben alcanzar, al menos, una representación del 52 % en las cúpulas y cargos intermedios del ámbito empresarial e institucional, equivalente al peso demográfico femenino. Asimismo, mantiene con firmeza que la igualdad no es una quimera y que "el siglo XXI será el de las mujeres". 
Su hijo, Iago Falque Silva, es futbolista, jugador del América de Cali de la Categoría Primera A de Colombia.
i

## Cargos desempeñados
- Diputada por Pontevedra en el Congreso de los Diputados. (2000-2004)
- Concejal no electa en el Ayuntamiento de Vigo. (2007-2008)
- Senadora por Pontevedra. (2008-2011)
- Portavoz del PSOE en el Senado. (2008-2011)
- Primera Teniente de Alcalde de Vigo. (2000-2004 y desde 2011)
- Diputada por Pontevedra en el Congreso de los Diputados. (2011-2015)
- Secretaria segunda del Congreso de los Diputados. (2011-2016)
- Secretaria Ejecutiva de Inmigración del PSOE. (2012-2014)
- Presidenta de la Diputación de Pontevedra (2015-2023)
- Senadora por Pontevedra (2023)